# کونکین فولگو
کونکین فولگو شهری در شهرستان زیمتنگا در استان بام در بورکینافاسوی شمالی است و جمعیت آن ۲۱۲ نفر است.